# Гарві Бікс
Гарві Бікс (англ. Harvey Beaks) — американський анімаційний телесеріал, створений Карлом Гарві Ґрінблаттом для каналу Nickelodeon.

## Сюжет
Мультсеріал розповідає про неймовірні пригоди трьох друзів: Гарві, Фі та Фу в чарівному лісі.

## Епізоди
| Сезон         | Епізоди       | Початок показу     | Кінець показу      |
| ------------- | ------------- | ------------------ | ------------------ |
| Пілотна серія | Пілотна серія | Невипущений в ефір | Невипущений в ефір |
| 1             | 52            | 28 березня 2015    | 10 червня 2016     |
| 2             | 16            | 13 червня 2016     | 9 грудня 2016      |
| 2             | 29            | 1 березня 2017     | 29 грудня 2017     |

## Персонажі

### Головні
Гарві Бікс — головний герой, пташення. Проводить весь час зі своїми друзями Фі та Фу. Любить постійно прибирати.
Фі — найкраща подруга Гарві та сестра Фу. Вона трепетно відноситься до Гарві та допомагає йому.
Фу — найкращий друг Гарві. За характером майже такий, як його сестра.

## Зовнішні посилання
- Гарві Бікс на IMDb

1. ↑  Person Profile // Internet Movie Database — 1990.